# Vrhpolje (Ljubovija)
Vrhpolje (Servisch cyrillisch Врхпоље) is een plaats in de Servische gemeente Ljubovija. De plaats telt 985 inwoners (2002).